# Igor' Bėlza
Igor' Fëdorovič Bėlza (in russo Игорь Фёдорович Бэлза?; Kielce, 8 febbraio 1904 – Mosca, 5 gennaio 1994) è stato un musicologo e compositore sovietico.

## Biografia
Di padre polacco e madre russa, studiò con Borys Ljatošyns'kyj al Conservatorio di Kiev, dove fu poi docente dal 1925 al 1941. Dal 1942 al 1949 insegnò al Conservatorio di Mosca, e dal 1954 all'Accademia russa delle scienze, divenendovi professore di slavistica nel 1961. Compose musica sinfonica e per orchestra, musica da camera e colonne sonore cinematografiche. Membro della Società Chopin e dell'Associazione degli artisti musicali polacchi, fu insignito della Croce di ufficiale dell'Ordine della Polonia restituta, della medaglia d'onore al merito della cultura polacca e di una laurea honoris causa dell'Università Carolina. Studioso della musica slava, e in particolare di quella polacca, portò alla luce oltre sessanta composizioni polacche sconosciute, tra cui quelle di Ogiński, Ostrowski e Maria Szymanowska.